# Compton (Califòrnia)
Compton és una ciutat dels Estats Units a l'estat de Califòrnia. Segons el cens del 2007 tenia 94.425 habitants.

## Demografia
Segons el cens del 2000, Compton tenia 93.493 habitants, 22.327 habitatges, i 18.620 famílies. La densitat de població era de 3.563,5 habitants/km².
Dels 22.327 habitatges en un 50,7% hi vivien nens de menys de 18 anys, en un 47,3% hi vivien parelles casades, en un 27,7% dones solteres, i en un 16,6% no eren unitats familiars. En el 13,2% dels habitatges hi vivien persones soles el 5,5% de les quals corresponia a persones de 65 anys o més que vivien soles. El nombre mitjà de persones vivint en cada habitatge era de 4,16 i el nombre mitjà de persones que vivien en cada família era de 4,45.
Per edats la població es repartia de la següent manera: un 38,5% tenia menys de 18 anys, un 11,5% entre 18 i 24, un 28,7% entre 25 i 44, un 14,4% de 45 a 60 i un 6,9% 65 anys o més.
L'edat mediana era de 25 anys. Per cada 100 dones de 18 o més anys hi havia 91,2 homes.
La renda mitjana per habitatge era de 31.819 $ i la renda mitjana per família de 33.021 $. Els homes tenien una renda mitjana de 22.698 $, mentre que les dones 24.692 $. La renda per capita de la població era de 10.389 $. Entorn del 25,5% de les famílies i el 28% de la població estaven per sota del llindar de pobresa.